# Alla (sång)
Alla (grekiska: Άλλα; svenska: Andra) är en låt av den svenska artisten Sofia. Låten var hennes bidrag i Melodifestivalen 2009 och framfördes i sin helhet på grekiska. Tack vare den internationella juryn tog låten sig hela vägen till finalen, och slutade där på plats 10 av 11 deltagande efter att ha framfört bidraget som nionde artist i tävlingen.

## Bakgrund och Melodifestivalen
Efter sin medverkan i Melodifestivalen 2007 med bidraget "Hypnotized" valde Sofia att åter ställa upp i festivalen, denna gång med bidraget "Alla". I en intervju förklarade Sofia att hon ville framföra sin låt på grekiska i och med sin kärlek till detta språk.
Sofia framförde bidraget på plats 7 av 8 deltagare i deltävling 3 den 21 februari 2009. Dessvärre räckte inte de 14 782 rösterna för att ta sig vidare till den andra omgången, och Sofia slutade istället på sjunde plats. Efter att finalisterna stod klara meddelade programledaren, Petra Mede, att "Alla" blivit den internationella juryns val för kvällen, vilket öppnade upp en möjlighet för Sofia att ta sig till finalen den vägen.